# Stèle de Kilamuwa
La Stèle de Kilamuwa est une stèle pourvue d'une inscription phénicienne datée d'environ 825 av. J-C. Elle porte le nom du roi de Sam'al, Kilamuwa et est également la première citation connue du dieu Ba'al Hammon.
Découverte à la fin du XIXe siècle par des archéologues allemands, elle est conservée au Vorderasiatisches Museum de Berlin, au sein du Musée de Pergame.
Une autre inscription en araméen évoque le même souverain.